# Lake Colorado City
Lake Colorado City es un lugar designado por el censo ubicado en el condado de Mitchell en el estado estadounidense de Texas. En el Censo de 2010 tenía una población de 588 habitantes y una densidad poblacional de 24,89 personas por km².

## Geografía
Lake Colorado City se encuentra ubicado en las coordenadas 32°20′52″N 100°56′9″O / 32.34778, -100.93583. Según la Oficina del Censo de los Estados Unidos, Lake Colorado City tiene una superficie total de 23.62 km², de la cual 20.09 km² corresponden a tierra firme y 3.54 km² corresponde a agua (14.98%).

## Demografía
Según el censo de 2010, había 588 personas residiendo en Lake Colorado City. La densidad de población era de 24,89 hab./km². De los 588 habitantes, Lake Colorado City estaba compuesto por el 96.43% blancos, el 0.17% eran afroamericanos, el 0.51% eran amerindios, el 0% eran asiáticos, el 0% eran isleños del Pacífico, el 2.04% eran de otras razas y el 0.85% pertenecían a dos o más razas. Del total de la población el 4.42% eran hispanos o latinos de cualquier raza.